# Samtgemeinde Elbtalaue
Die Samtgemeinde Elbtalaue ist eine Samtgemeinde im Landkreis Lüchow-Dannenberg. Sie wurde am 1. November 2006 aus den Samtgemeinden Dannenberg (Elbe) und Hitzacker (Elbe) gebildet. Grundlage dafür ist das niedersächsische Gesetz zur Stärkung der kommunalen Selbstverwaltung im Landkreis Lüchow-Dannenberg. Sitz der Samtgemeinde ist die Stadt Dannenberg (Elbe). In der Stadt Hitzacker (Elbe) befindet sich eine Außenstelle der Verwaltung.

## Samtgemeindegliederung
Die Samtgemeinde Elbtalaue umfasst seit dem 1. November 2006 zwei Städte und acht Gemeinden.
Das gemeindefreie Gebiet Göhrde gehört nicht zur Samtgemeinde.
- Damnatz – 16,25 km² – 343 Ew.
- Dannenberg (Elbe), Stadt – 76,31 km² – 8.497 Ew.; Sitz der Samtgemeindeverwaltung
- Göhrde – 40,71 km² – 708 Ew.
- Gusborn – 48,30 km² – 1.291 Ew.
- Hitzacker (Elbe), Stadt – 58,44 km² – 5.057 Ew.; Teile der Verwaltung und Bürgerbüro
- Jameln – 35,84 km² – 1.129 Ew.
- Karwitz – 31,65 km² – 822 Ew.
- Langendorf – 40,87 km² – 715 Ew.
- Neu Darchau – 22,64 km² – 1.522 Ew.
- Zernien – 51,55 km² – 1.656 Ew.

(Einwohnerzahlen: Stand 30. Juni 2005; Jameln und Zernien 31. Dezember 2005)

## Politik
Die Samtgemeinde Elbtalaue gehört zum Landtagswahlkreis 48 Elbe und zum Bundestagswahlkreis 38 Lüchow-Dannenberg – Lüneburg.

### Samtgemeinderat
Der Rat der Samtgemeinde Elbtalaue besteht aus 34 Ratsfrauen und Ratsherren. Dies ist die festgelegte Anzahl für eine Samtgemeinde mit einer Einwohnerzahl zwischen 20.001 und 25.000 Einwohnern. Die 34 Ratsmitglieder werden durch eine Kommunalwahl für jeweils fünf Jahre gewählt. Die aktuelle Amtszeit begann am 1. November 2021 und endet am 31. Oktober 2026.

Stimmberechtigt im Rat der Samtgemeinde ist außerdem der hauptamtliche Samtgemeindebürgermeister Jürgen Meyer (parteilos).
Die letzte Kommunalwahl am 12. September 2021 hatte das folgende Ergebnis:

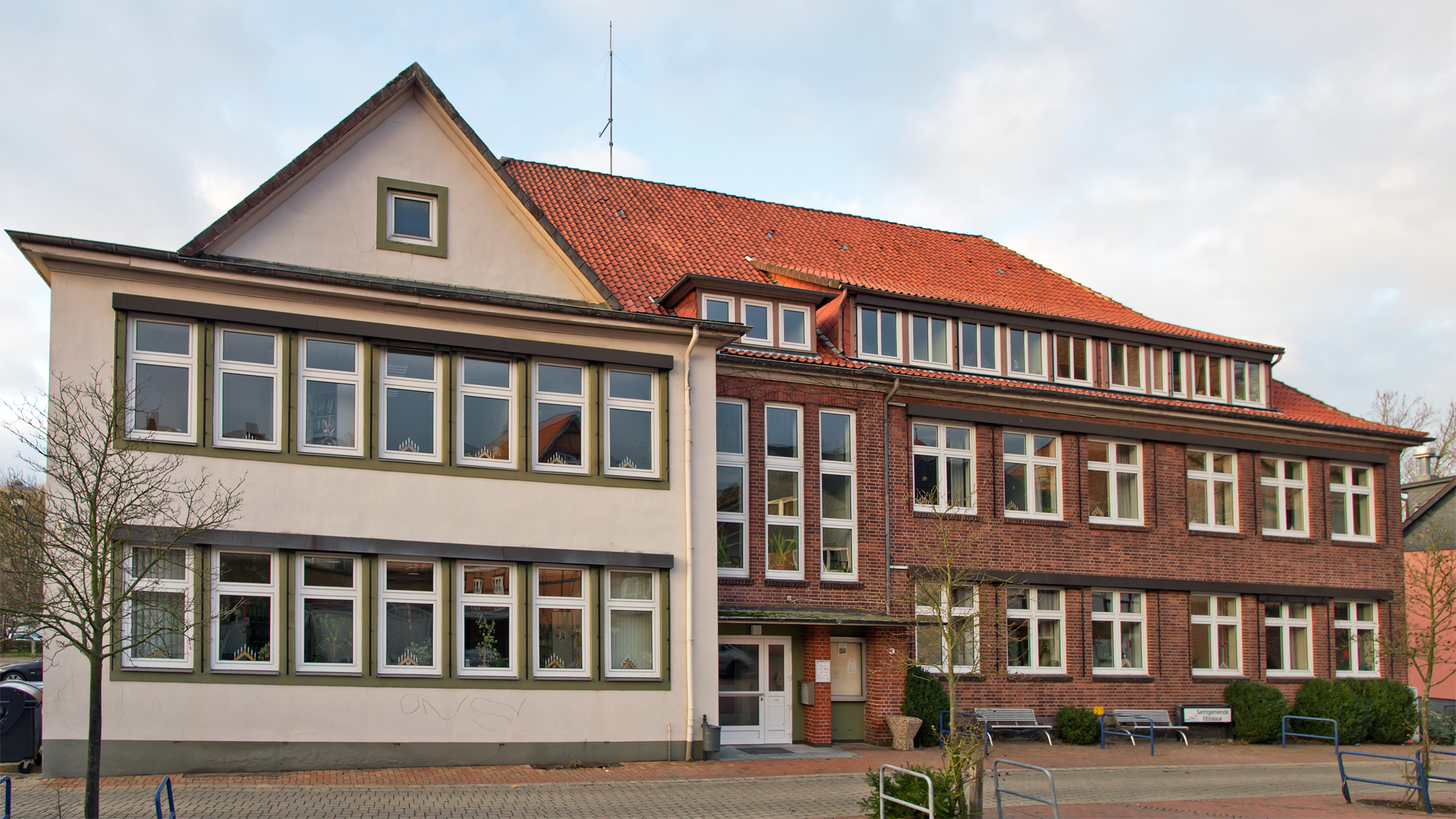
Sitz der Verwaltung der Samtgemeinde Elbtalaue, Rosmarienstraße 3 in Dannenberg

| Samtgemeinderat 2021Insgesamt 34 Sitze - SPD: 5 - Grüne: 4 - SOLI: 4 - KalliEco: 1 - BL: 2 - UWG: 5 - FDP: 2 - CDU: 9 - AfD: 1 - Basis: 1 |

Vorherige Sitzverteilungen:
| Wahljahr | CDU | UWG | SPD | Grüne | SOLI | FDP | BL | AfD | Gesamt   |
| --- | --- | --- | --- | ----- | ---- | --- | -- | --- | -------- |
| 2016 | 9   | 7   | 5   | 4     | 3    | 2   | 2  | 2   | 34 Sitze |
| __________________________ UWG: Unabh. Wgem. Samtgemeinde L-D SOLI: Sozial Oekologische Liste BL: Bürgerliste L-D |     |     |     |       |      |     |    |     |          |

### Samtgemeindebürgermeister
Hauptamtlicher Samtgemeindebürgermeister der Samtgemeinde Elbtalaue ist seit 2006 Jürgen Meyer (CDU). Bei der letzten Bürgermeisterwahl am 25. Mai 2014 wurde er als Amtsinhaber mit 51,2 % der Stimmen wiedergewählt. Die Wahlbeteiligung lag bei 50,8 %. Meyer trat seine weitere Amtszeit am 1. November 2014 an.
Bei der Wahl zum Samtgemeindebürgermeister 2021 wurde Meyer mit 55,61 Prozent der Stimmen im Amt bestätigt. Gegenkandidat war Andreas Kelm (Grüne).

### Wappen
Die Samtgemeinde führt ein Wappen mit der Beschreibung: „Unter blauem Wellenschildhaupt in Silber (Weiß) zehn (4:3:2:1) grüne Eicheln“.

## Persönlichkeiten
- Holger Biege (* 19. September 1952 in Greifswald, † 25. April 2018 in Lüneburg), Komponist, Sänger, Pianist, Arrangeur und Texter, lebte im Ortsteil Göhrde-Metzingen
- Rolf Seelmann-Eggebert (* 1937 in Berlin), Journalist und Adelsexperte, lebt in Gülden (Zernien)[10]